# Campionati europei di karate 2003
La 38ª edizione del campionato europeo di karate si è svolta a Brema dal 9 all'11 maggio 2003.

## Medagliere
| Posizione | Nazione              | Oro | Argento | Bronzo | Totale |
| --------- | -------------------- | --- | ------- | ------ | ------ |
| 1         | Francia              | 5   | 4       | 6      | 15     |
| 2         | Spagna               | 4   | 4       | 2      | 10     |
| 3         | Germania             | 2   | 1       | 4      | 7      |
| 4         | Italia               | 2   | 1       | 3      | 6      |
| 5         | Turchia              | 2   | 1       | 1      | 4      |
| 6         | Serbia e Montenegro  | 1   | 1       | 0      | 2      |
| 7         | Albania              | 1   | 0       | 1      | 2      |
| 8         | Croazia              | 0   | 1       | 6      | 7      |
| 9         | Bosnia ed Erzegovina | 0   | 1       | 1      | 2      |
| 9         | Inghilterra          | 0   | 1       | 1      | 2      |
| 11        | Belgio               | 0   | 1       | 0      | 1      |
| 11        | Grecia               | 0   | 1       | 0      | 1      |
| 13        | Slovacchia           | 0   | 0       | 3      | 3      |
| 14        | Austria              | 0   | 0       | 2      | 2      |
| 14        | Russia               | 0   | 0       | 2      | 2      |
| 16        | Lussemburgo          | 0   | 0       | 1      | 1      |
| 16        | Paesi Bassi          | 0   | 0       | 1      | 1      |

## Podi

### Kata
| Posizione | Karateka            |
| --------- | ------------------- |
| 1         | Luca Valdesi        |
| 2         | J. Hernandez Alonso |
| 3         | Joël Carpin         |
| 3         | Kristian Novak      |

| Posizione | Karateka                      |
| --------- | ----------------------------- |
| 1         | Miriam Cogolludo de las Heras |
| 2         | Sabrina Buil                  |
| 3         | M. Niino                      |
| 3         | M. Remiasova                  |

| Posizione | Nazione |
| --------- | ------- |
| 1         | Italia  |
| 2         | Spagna  |
| 3         | Austria |
| 3         | Francia |

| Posizione | Nazione |
| --------- | ------- |
| 1         | Francia |
| 2         | Spagna  |
| 3         | Austria |
| 3         | Croazia |

### Kumite
| Posizione | Karateka            |
| --------- | ------------------- |
| 1         | D. Dona             |
| 2         | Davíd Luque Camacho |
| 3         | Cécil Boulesnane    |
| 3         | Francesco Ortu      |

| Posizione | Karateka                |
| --------- | ----------------------- |
| 1         | Alexandre Biamonti      |
| 2         | Dimítrios Triantafýllis |
| 3         | M. Alloune              |
| 3         | C. Gruener              |

| Posizione | Karateka              |
| --------- | --------------------- |
| 1         | Oscar Vázquez Martins |
| 2         | Diego Vandeschrick    |
| 3         | G. Lefevre            |
| 3         | R. Bel Lahsen         |

| Posizione | Karateka          |
| --------- | ----------------- |
| 1         | Iván Leal Reglero |
| 2         | Salvatore Loria   |
| 3         | Klaudio Farmadin  |
| 3         | S. Valkonine      |

| Posizione | Karateka         |
| --------- | ---------------- |
| 1         | M. Zivkovic      |
| 2         | Zeynel Celik     |
| 3         | O. Martinez      |
| 3         | Daniël Sabanovic |

| Posizione | Karateka      |
| --------- | ------------- |
| 1         | Seydina Balde |
| 2         | Y. Hamour     |
| 3         | Afrim Latifi  |
| 3         | A. Potapov    |

| Posizione | Karateka        |
| --------- | --------------- |
| 1         | Afrim Latifi    |
| 2         | Olivier Beaudry |
| 3         | G. Lefevre      |
| 3         | A. Thedinga     |

| Posizione | Karateka         |
| --------- | ---------------- |
| 1         | Gülderen Celik   |
| 2         | L. Ferhatbegovic |
| 3         | Kora Knühmann    |
| 3         | J. Kovacevik     |

| Posizione | Karateka            |
| --------- | ------------------- |
| 1         | Alexandra Witteborn |
| 2         | Petra Naranđa       |
| 3         | Chiara Stella Bux   |
| 3         | Eva Medveďová       |

| Posizione | Karateka         |
| --------- | ---------------- |
| 1         | Yıldız Aras      |
| 2         | Nelly Moussaïd   |
| 3         | Laurence Fischer |
| 3         | Tessy Scholtes   |

| Posizione | Karateka                  |
| --------- | ------------------------- |
| 1         | Gloria Casanova Rodriguez |
| 2         | Nadine Ziemer             |
| 3         | Yıldız Aras               |
| 3         | Roberta Minet             |

| Posizione | Nazione              |
| --------- | -------------------- |
| 1         | Spagna               |
| 2         | Inghilterra          |
| 3         | Bosnia ed Erzegovina |
| 3         | Croazia              |

| Posizione | Nazione             |
| --------- | ------------------- |
| 1         | Germania            |
| 2         | Serbia e Montenegro |
| 3         | Inghilterra         |
| 3         | Spagna              |